# 土井利寛
土井 利寛（どい としひろ）は、越前国大野藩3代藩主。利房系土井家3代。

## 略歴
1718年9月24日、第2代藩主・土井利知の長男として江戸目白台関口の下屋敷で生まれる。1732年、従五位下、伊賀守に叙任する。1743年4月9日、父の隠居により家督を継ぐ。
藩政においては、「江戸法令」「大野家中法令条々」、伝馬規定など、藩の法制整備を行なっている。しかし1746年8月16日、家督相続から3年で江戸藩邸にて死去した。享年29。跡を長男の利貞が継いだ。

## 系譜
父母
- 土井利知（父）
- 観性院 - 諏訪氏、側室（母）

正室
- 通 - 仙石政房の娘

側室
- 授光院 - 坂上氏

子女
- 土井利貞（長男）生母は授光院（側室）
- 土井利邦（次男）